# Blair Adams
Blair Vincent Adams (* 8. September 1991 in South Shields) ist ein englischer Fußballspieler.

## Leben
Adams spielte erstmals bis 2010 in der Jugendmannschaft des englischen Fußballvereins AFC Sunderland. Seit 2014 ist er bei Notts County aktiv. 2011 spielte er in der englischen U-20 Fußballnationalmannschaft.